# Vespa 98
Die Vespa 98 (auch V.98) war der erste serienmäßig gebaute Motorroller des italienischen Herstellers Piaggio.
Die Vespa 98 wurde zwischen 1946 und 1947 gebaut und in vier Baureihen unterteilt: V.98/1 und V.98/2 und ab 1947 V.98/3 sowie V.98/4, wobei die Modifikationen unwesentlich ausfielen. Grundlage für das erste Modell waren die Prototypen Paperino (oder MP5) und MP6 von Corradino D’Ascanio und Enrico Piaggio, ein wesentliches Merkmal war der freie Durchstieg, der bis heute beibehalten wird. Die Vespa 98 hat einen Motor mit Hubraum von 98 cm³, ein Dreigang-Getriebe und eine Höchstgeschwindigkeit von 60 km/h. Es gab aber auch Modelle mit 125 cm³ Hubraum.

## Modellgeschichte
Der Beinschild war zuerst gleichmäßig gekrümmt und bekam erst mit der V.98/2 den charakteristischen Knick. Ab der V.98/3 verfügt der Beinschild über einen zusätzlichen Haltebügel für einen Tacho. Das Seitenteil des Kotflügels ist bis zur V.98/2 zum Wechsel des Reifens abmontierbar. Ab der V.98/3 ist der Kotflügel schlanker ausgeführt.
Die Vespa 98 hat keinen Hauptständer und wird zum Abstellen auf einen Ausleger gelehnt, der links und rechts aus dem hinteren Trittbrett ragt.